# Diamonds: Her Greatest Hits
A Diamonds: Her Greatest Hits C. C. Catch holland-német énekesnő 1988-ban megjelent válogatáslemeze. Egyetlen kislemeze, a House of Mystic Lights a korábbi albumokon nem jelent meg. Az album aranylemez lett, a német slágerlista 43., a spanyol lista 25. helyére került fel. A CD változatra bónuszdalok is felkerültek, melyek a nagy slágerek remixelt változatai.

## Számlista
LP album
Németországi kiadás (Hansa 209 063)
1. House of Mystic Lights (Long Version – Dance Mix) – 4:08
2. Are You Man Enough – 3:27
3. Cause You Are Young – 3:00
4. Don’t Shoot My Sheriff Tonight – 3:05
5. Heartbreak Hotel – 3:34
6. Soul Survivor – 3:43
7. Strangers By Night – 3:50
8. I Can Lose My Heart Tonight – 3:50
9. Heaven and Hell – 3:38
10. Do You Love as You Look – 3:30

CD album
Németországi kiadás (Hansa 209 063)
1. House of Mystic Lights (Long Version – Dance Mix) – 4:08
2. Are You Man Enough – 3:27
3. Cause You Are Young – 3:00
4. Don’t Shoot My Sheriff Tonight – 3:05
5. Heartbreak Hotel – 3:34
6. Soul Survivor – 3:43
7. Strangers By Night – 3:50
8. I Can Lose My Heart Tonight – 3:50
9. Heaven and Hell – 3:38
10. Do You Love as You Look – 3:30
11. House of Mystic Lights (Radio Swing Mix) – 3:02
12. Heartbreak Hotel (Room 69 Mix) – 4:55
13. Strangers By Night (Extended Version) – 5:41
14. I Can Lose My Heart Tonight (Extended Club Remix) – 5:53

## Slágerlista
| Slágerlista 1988 | Legmagasabb helyezés |
| ---------------- | -------------------- |
| Németország      | 43                   |
| Spanyolország    | 25                   |

## Külső hivatkozások
- C. C. Catch hivatalos weboldala
- Megjelenések